# Vasilīs Geōrgiadīs
Vasilīs Geōrgiadīs (in greco: Βασίλης Γεωργιάδης; Çanakkale, 12 agosto 1921 – Atene, 30 aprile 2000) è stato un regista e attore greco.
Due suoi film hanno ricevuto la nomination ai Premi Oscar: nel 1964 Frine e le compagne e nel 1966 Sangue sulla terra, entrambi nella categoria miglior film straniero.

## Filmografia (parziale)
- Kyriakatikoi iroes (1956)
- Diakopes stin Kolopetinitsa (1959)
- Periplanomenos Ioudaios (1959)
- Krystallo (1959)
- Flogera kai Aima (1961)
- Min Erotevesai to Savvato (1962)
- Orgi (1962)
- I Katara tis Manas (1962)
- Frine e le compagne (Ta Kokkina fanaria) (1963)
- Gamos Ala Ellinika (1964)
- Sangue sulla terra ( To Homa vaftike kokkino) (1966)
- I Evdomi Mera tis Dimiourgias (1966)
- Koritsia ston ilio (1968)
- Appuntamento con una sconosciuta (Radevou me mian agnosti) (1968)
- Agapi gia Panta (1969)
- O Mplofatzis (1969)
- Quei dannati giorni dell'odio e dell'inferno (Sti mahi tis Kritis) (1970)
- Ekeino to Kalokairi (1971)
- Synomosia sti Mesogeio (1975)